# باول ماس
باول ماس (بالهولندية: Paul Maas)‏ هو عالم نبات وأستاذ جامعي هولندي، ولد في 27 فبراير 1939 في آرنم في هولندا.